# Карти на стіл
«Карти на стіл» (англ. Cards on the Table) - детективний роман англійської письменниці Агати Крісті. Написаний й опублікований в 1936 році. У романі розслідують відразу чотири персонажі Агати Кристи: Еркюль Пуаро, Аріадна Олівер, суперінтендант Баттл і полковник Рейс («Людина у коричневому костюмі», «Смерть на Нілі», «Блискучий ціанід»).

## Сюжет
Містер Шайтана, сирієць, дуже багата і одночасно занадто дивна людина. Він цікавиться вбивствами й колекціонує вбивць. Один раз він запрошує до себе в будинок вісьмох чоловік: Еркюля Пуаро, Аріадну Олівер, полковника Рейса, інспектора Баттла, майора Деспарда, доктора Робертса, Енн Меридит і місіс Лоример. Під час вечері він починає розмову про вбивства й говорить, що більшість убивств так і не розкрили. Потім він саджає гостей за бридж. Чотирьох детективів запрошує в одну кімнату, а чотирьох інших в іншу. Сам Шайтана сідає біля каміна.
Коли гра закінчується, гості знаходять містера Шайтану заколотим у серце стилетом. Четверо детективів на чолі з Пуаро беруться за розслідування. Ясно, що Шайтану вбив хтось із тих чотирьох.
Цікаво, що значну роль у розслідуванні, проведеному Пуаро, відіграє аналіз ходу гри.

## Екранізації
- Знятий однойменний фільм в 1981 році.
- Роман екранізований у серіалі "Пуаро Агати Крісті"  в 2006 році (у головній ролі Девід Суше), але з деякими змінами. Наприклад, у романі Енн намагається утопити Роуду, але тоне сама, а у фільмі Роуда хоче вбити Енн, але випадково сама падає з човна.